# Tibor Benedek
Tibor Benedek (Boedapest, 12 juli 1972 - 18 juni 2020) was een Hongaars waterpolospeler.
Tibor Benedek nam als waterpoloër viermaal deel aan de Olympische Spelen in 1996, 2000, 2004 en 2008. Hij veroverde drie keer een gouden medaille.
In de competitie kwam Benedek uit voor Újpesti Torna Egylet, AS Roma, Pro Recco en Domino Honvéd Sportegyesület. In 1992, 1993 en 1994 is hij Hongaars waterpoloër van het jaar geworden.
Hij werd 47 jaar oud.
Tibor Benedek · 
Tamás Dala · 
Rajmund Fodor · 
András Gyöngyösi · 
Tamás Kásás · 
Zoltán Kósz · 
Péter Kuna · 
Attila Monostori · 
Zsolt Németh · 
Frank Tóth · 
László Tóth · 
Zsolt Varga · 
Balázs Vincze
Tibor Benedek · 
Péter Biros · 
Rajmund Fodor · 
Tamás Kásás · 
Gergely Kiss · 
Zoltán Kósz · 
Tamás Märcz · 
Tamás Molnár · 
Barnabás Steinmetz · 
Zoltán Szécsi · 
Bulcsú Székely · 
Zsolt Varga · 
Attila Vári
Tibor Benedek · 
Péter Biros · 
Rajmund Fodor · 
István Gergely · 
Tamás Kásás · 
Gergely Kiss · 
Norbert Madaras · 
Tamás Molnár · 
Ádám Steinmetz · 
Barnabás Steinmetz · 
Zoltán Szécsi · 
Tamás Varga · 
Attila Vári
Tibor Benedek · 
Péter Biros · 
István Gergely · 
Norbert Hosnyánszky · 
Tamás Kásás · 
Gábor Kis · 
Gergely Kiss · 
Norbert Madaras · 
Tamás Molnár · 
Zoltán Szécsi · 
Dániel Varga · 
Dénes Varga · 
Tamás Varga